# LUZP6
LUZP6 (англ. Leucine zipper protein 6) – білок, який кодується однойменним геном, розташованим у людей на 7-й хромосомі. Довжина поліпептидного ланцюга білка становить 58 амінокислот, а молекулярна маса — 6 437.
| 10         |  | 20         |  | 30         |  | 40         |  | 50         |
| ---------- |  | ---------- |  | ---------- |  | ---------- |  | ---------- |
| MKSVISYALY |  | QVQTGSLPVY |  | SSVLTKSPLQ |  | LQTVIYRLIV |  | QIQHLNIPSS |
| SSTHSSPF   |  |            |  |            |  |            |  |            |

A: Аланін

F: Фенілаланін

G: Гліцин

H: Гістидин

I: Ізолейцин

K: Лізин

L: Лейцин

M: Метіонін

N: Аспарагін

P: Пролін

Q: Глутамін

R: Аргінін

S: Серин

T: Треонін

V: Валін